# 櫻井鉱
櫻井鉱（さくらいこう、 Sakuraiite）は、1965年に発表された日本産新鉱物で、国立科学博物館の鉱物学者、加藤昭により、兵庫県の生野鉱山から発見された。化学組成は(Cu,Zn,Fe)3(In,Sn)S4。正方晶系。 黄錫鉱のグループに属し、黄錫鉱の錫をインジウムで置換した化学組成をもつ。鉱物愛好家であり、著名なコレクターでもあった櫻井欽一の鉱物学への貢献をたたえて命名されたもの。